# Foldafjorden
Foldafjorden, Foldfjorden eller bare Folda er en fjord i Fosnes og Nærøy kommuner i Trøndelag fylke i Norge. Folda er et havområde som ligger ud for fjorden og strækker sig mod syd, og Foldafjorden er fjorddelen af dette område. Innerfolda er en lang snæver fjordarm af Foldafjorden og fra starten af Foldafjorden til bunden af Innerfolda er fjorden 71 km lang. 
Fjorden har indløb mellem Abelvær i nord og øen Jøa i syd og går i en nordøstlig retning. På østsiden af Jøa går Gyltfjorden mod syd. Nordøst for indløbet til Gyltfjorden ligger bygden Salsnes. Lidt længere mod nordøst ligger den lille fjorden Fjærangen. Riksvei 769 krydser de ydre dele af denne fjord og går et lille stykke videre til bygden Lund. Derfra går der færge nordover til Geisnes og Hoflesja på nordsiden af fjorden. 
Geisneset deler fjorden i to. På sydsiden fortsætter fjorden mod øst til Oppløyfjorden. Lige efter fjorden har passeret nordsiden af Geisneset deler fjorden sig videre i to. Kvisten fortsætter østover, mens Korsnesstraumen går mod nord til Kolvereidvågen og Kolvereid. Her starter også Innerfolda som strækker sig 42 km videre indover. 